# Pardosa monticola
Pardosa monticola là một loài nhện trong họ Lycosidae.
Loài này thuộc chi Pardosa. Pardosa monticola werd voor het eerst wetenschappelijk beschreven năm 1757 bởi Carl Alexander Clerck.